# Zespół Levy’ego-Hollistera
Zespół Levy’ego-Hollistera in. zespół LADD (ang. Levy-Hollister syndrome, lacrimo-auriculo-dento-digital syndrome, lacrimoauriculodentodigital syndrome, LADD syndrome, LARD syndrome)  – genetycznie uwarunkowany zespół wad wrodzonych, dziedziczony autosomalnie dominująco o zmiennej ekspresji i penetracji. Charakteryzuje się zaburzeniami w zakresie narządu łzowego, ślinianek, zniekształceniem małżowin usznych oraz dystalnych kości kończyn bez objawów niepełnosprawności intelektualnej.

## Historia
Pierwszy przypadek sporadycznego występowania zespołu został opisany w 1967 roku przez amerykańskiego lekarza Waltera Levy’ego, natomiast występowanie rodzinne zostało opisane po raz pierwszy przez także amerykańskiego lekarza Davida Hollistera.

## Etiologia
Choroba spowodowana jest uszkodzeniem jednego z trzech genów receptorów czynników wzrostu fibroblastów (FGF10, FGFR2 oraz FGFR3) zlokalizowanych na  chromosomie 4p16, chromosomie 5p12 oraz chromosomie 10q26. Wysunięto również podejrzenie, że za chorobę może również odpowiadać mutacja genu TP63 zlokalizowanego na  chromosomie 3q28.

## Obraz kliniczny
Zespół charakteryzuje się  zmienną ekspresją i penetracją. Podstawowym objawami są zaburzenia rozwojowe w zakresie gruczołów łzowych i ślinowych i ich przewodów wyprowadzających, deformacja małżowin usznych, głuchota, zaburzenia rozwojowe zębów oraz kości palców dłoni i stóp. Najczęściej  występującym objawem jest różnie wyrażona hipoplazja (aż do aplazji) narządu łzowego obejmująca gruczoły łzowe, kanaliki łzowe oraz punkty łzowe oraz w drugim rzędzie ślinianek i ich przewodów wyprowadzających. Rzadziej występującymi objawami są nisko osadzone uszy o miseczkowym kształcie, anomaliom kształtu małżowin usznych towarzyszy głuchota znacznego stopnia, następnie różnego stopnia zaburzenia wykształcenia palców dłoni i stóp pod postacią ich niewykształcenia różnego stopnia, polidaktylii, nieprawidłowego ich umieszczenia, klinodaktylii, częściowej  syndaktylii, hipoplazji kości przedramienia oraz zaburzeń wykształcenia zębów pod postacią mikrodoncji, niedorozwoju szkliwa, zaburzeń ząbkowania aż do częściowego braku zębów.
Opisano również  wady układu moczowo-płciowego takie jak spodziectwo i agenezja nerek,  jaskrę pierwotną z otwartym kątem przesączania,  zarośnięcie nozdrzy tylnych, rozszczep wargi i podniebienia, odpływ pęcherzowo-moczowodowy.

## Epidemiologia
Częstość występowania szacowana jest na poniżej 1 na 1 000 000 żywych urodzeń. Do 2009 zdiagnozowano na świecie mniej niż 100 pacjentów.

## Diagnostyka różnicowa
Podstawą rozpoznania są charakterystyczne cechy dysmorficzne przy prawidłowym kariotypie. Zespół Levy’ego-Hollistera należy różnicować z zespołem EEC, rodzinną dysautonomią oraz hipohydrotyczną dysplazją ektodermalną.

## Leczenie
Leczenie jest objawowe. Głównym problemem klinicznym jest zespół suchego oka występujący u 71% pacjentów z tym zespołem, prowadzący w większości przypadków do zapalenia spojówek i rogówki aź do owrzodzenia rogówki, wymagający stałego stosowania sztucznych łez.  Dysplazja (aplazja) ślinianek skutkuje kserostomią oraz usposabia do próchnicy zębów, w łagodzeniu objawów stosuje się sztuczną ślinę oraz odpowiednie zabiegi dentystyczne.  U każdego pacjenta powinna zostać przeprowadzona diagnostyka  odpływu pęcherzowo-moczowodowego oraz zakażeń układu moczowego. U pacjentów z głuchotą pomocne jest aparatowanie słuchu. W przypadku zarośnięcia nozdrzy tylnych oraz rozszczepu wargi i podniebienia konieczna jest interwencja chirurgiczna.

## Rokowanie
Nie ma doniesień, aby zespół prowadził do skrócenia długości życia.